# بروطيا باهتة
بروطيا باهتة (الاسم العلمي: Protea pallens) هو نوع من النباتات يتبع جنس البروطيا من الفصيلة البروطية.